# Odontometria

Esboço das etapas de um tratamento endodôntico

Odontometria, no contexto da odontologia, é a determinação do comprimento do dente para fins endodônticos.
Odontometria no contexto da Filatelia é o estudo da denteação de um selo postal. Para isso utiliza-se como principal ferramenta um odontômetro

## Mensuração dentária
A correta determinação do comprimento real do dente tem por objetivo assegurar que os procedimentos endodônticos (tratamento de canal) sejam realizados dentro dos limites do canal radicular, evitando injúrias aos tecidos adjacentes.
Uma mensuração incorreta frequentemente conduz a um pós-operatório sintomático e a acidentes como:
- Perfuração apical
- Sobre-obturação
- Sub-obturação

## Técnica de Bregman
Pela técnica de Bregman Modificada (LEONARDO, 2005), a odontometria é feita utilizando-se a seguinte equação matemática:
CRD = (CRI x CAD) / CAI, onde:
- CRD: Comprimento real do dente,
- CRI: Comprimento real do instrumento (baseado na radiografia de diagnóstico e subtraindo-se 3 mm do comprimento do dente na radiografia),
- CAI: Comprimento Aparente do Instrumento,
- CAD: Comprimento aparente do dente (obtido na radiografia para odontometria).

## Fatores limitantes
- Forame apical
- Curvatura apical
- Superposição de estruturas anatômicas. (Ex: molares superiores – processo zigomático)